# Antonio Sacchetti
Antonio Sacchetti (8. ledna 1790 Benátky – 15. dubna 1870 Varšava) byl divadelní malíř italského původu, působící v letech 1813–1829 českých zemích (Praha, Brno), poté většinou v Polsku. Je autorem cykloramatického pohledu na Prahu, umístěného v Muzeu hlavního města Prahy.

## Život
Narodil se v Benátkách, kde byl jeho otec Lorenzo Sacchetti dekoratér, malíř, architekt a profesor na Akademii v Benátkách. Svému budoucímu povolání se učil u svého otce.
V roce 1814–1817 pracoval spolu se svým otcem v Brně, kde maloval divadelní dekorace, v roce 1818 se přestěhovali do Prahy a působili ve Stavovském divadle. (Otec Lorenzo Sacchetti zůstal v Praze i po odjezdu syna do Varšavy, jako autor pražských divadelních dekorací byl naposledy uveden v roce 1830; zemřel ve Vídni roku 1836.)
V dubnu 1829 přesídlil Antonio Sacchetti do Varšavy kde vytvářel kulisy pro činohru a operu Národního divadla ve Varšavě. V budově divadla otevřel „panoramatickou kancelář“, ve které vystavoval panoramata Konstantinopole, Prahy, Terstu, Istrie, výbuchu Vesuvu a další. Během listopadového povstání (1830–1831) pobýval v Drážďanech. V roce 1835 namaloval v Kališi oponu a nové dekorace pro městské divadlo. V říjnu 1835 se vrátil do Varšavy a stal se stálým tvůrcem dekorací varšavských divadel a dalších 35 let působil v Národním divadle ve Varšavě.
Působil též ve Vídni (1833), v Berlíně (1834) a 1835 opět v Praze. V září 1852 ještě vytvořil v Praze pro Stavovské divadlo dekorace k Rossiniho opeře Vilém Tell.

### Rodinný život
Antonio Sacchetti byl ženatý s Terezou rozenou Rathovou, původem z Vídně (1791–1869). Manželé neměli děti, jsou oba pohřbeni na varšavském Powązkowském hřbitově (Cmentarz Powązkowski).

## Dílo (výběr)

Antonio Sacchetti: Pohled na Prahu (Muzeum hl. města Prahy

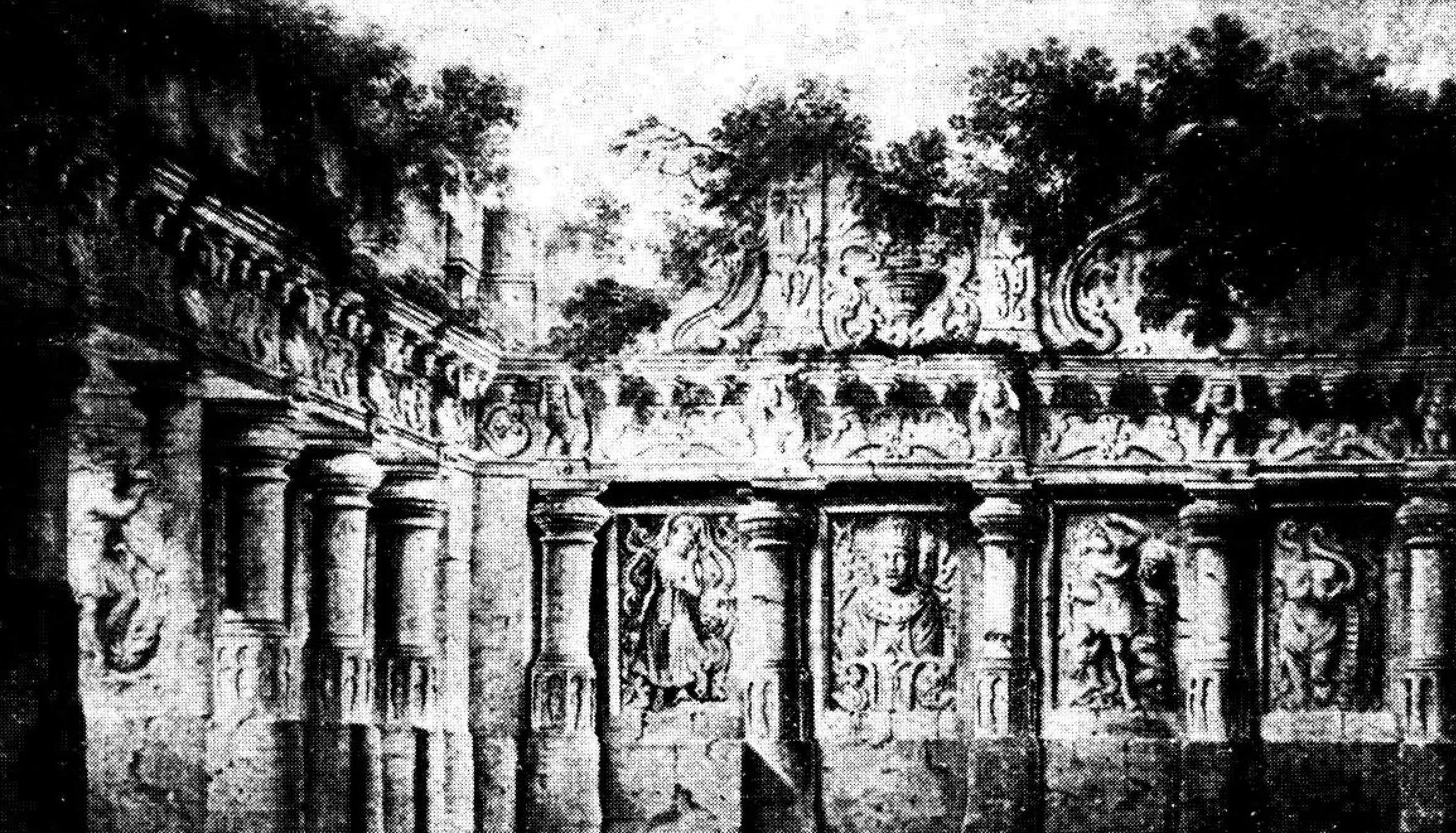
Antonio Sacchetti: Divadelní dekorace (Polsko)

### Cykloramatický obraz Prahy
Návštěvníci Muzea hlavního města Prahy znají Sacchettiho obraz Pohled na Prahu z malostranské mostecké věže, který je nepřehlédnutelně umístěn na schodišti muzea. Obraz má celkovou délku 15 m a zobrazuje cykloramatický pohled (rozvinutý pohled 360°) na Prahu z malostranské mostecké věže. Vzniknul v roce 1820 a stal se součástí tzv. Topografického kabinetu, se kterým Sacchetti ve 20. letech 19. století navštívil více měst. Město Praha obraz v roce 1895 zakoupilo a zaplatilo za něj 800 zlatých. Dříve, než bylo dílo umístěno v muzeu, bylo v roce 1895 vystaveno na Národopisné výstavě v Praze.

### Jiná díla
- V Brně vytvořil spolu s otcem a Vincencem Sacchettim[pozn. 1] fresky v sále a chodbách Reduty.
- Při práci pro pražské Stavovské divadlo se posunul od barokní divadelní perspektivy ke stylu období romantismu,[1] k barevné perspektivě, kde využíval teplé a studené barevné tóny. V divadelních dekoracích využíval i zobrazení konkrétního prostředí (Palermo, Praha)[2] Pro Stavovské divadlo vytvořil dekorace nejméně pro 23 her.[6]
- Čtyři díla Antonia Sacchettiho jsou ve sbírkách Moravské galerie v Brně (Pohled na Neapol, Přímořské město, Pohled na Offermannovu továrnu I. a II.[7])